# Kaapse lawaaimaker
De Kaapse lawaaimaker (Dessonornis caffer) is een kleine insectenetende vogel die voorkomt in Afrika. In Zuid-Afrika heet deze vogel Gewone janfrederik omdat zijn zang variaties vormt op de lettergrepen uit het woord jan-fre-de-rik. Deze soort is gemakkelijker waarneembaar dan de andere lawaaimakersoorten.

## Kenmerken
De vogel is 16 tot 17 cm lang en weegt 25 tot 34 g. De nominaat die in Zuid-Afrika voorkomt is olijfkleurig grijs van de kruin tot onder op de rug. De vleugels zijn donkerder. De stuit en bovenstaartveren zijn kastanjebruin, met donkere middelste staartpennen. De vogel heeft een brede witte wenkbrauwstreep, een donker oogmasker en een smalle witte baardstreep. De borst is licht oranjebruin, de flanken grijs. De snavel en de poten zijn donker, bijna zwart.

## Verspreiding en leefgebied
Er zijn vier ondersoorten:
- D. c. iolaema (Zuid-Soedan tot Malawi en Noord-Mozambique)
- D. c. kivuensis (Zuidwest-Oeganda en Congo-Kinshasa)
- D. c. caffer (Zimbabwe en de oostelijke helft van Zuid-Afrika)
- D. c. namaquensis (Zuid-Namibië en de westelijke helft van Zuid-Afrika)

De vogel komt voor in bosranden, riviergeleidend bos, fynbos, struikgewas in de Karoo, langs irrigatiekanalen, open plekken in het bos, maar ook in tuinen. In het hooggebergte in Oost-Afrika ook montaan bos en struikgewas tot op 3400 m boven de zeespiegel.

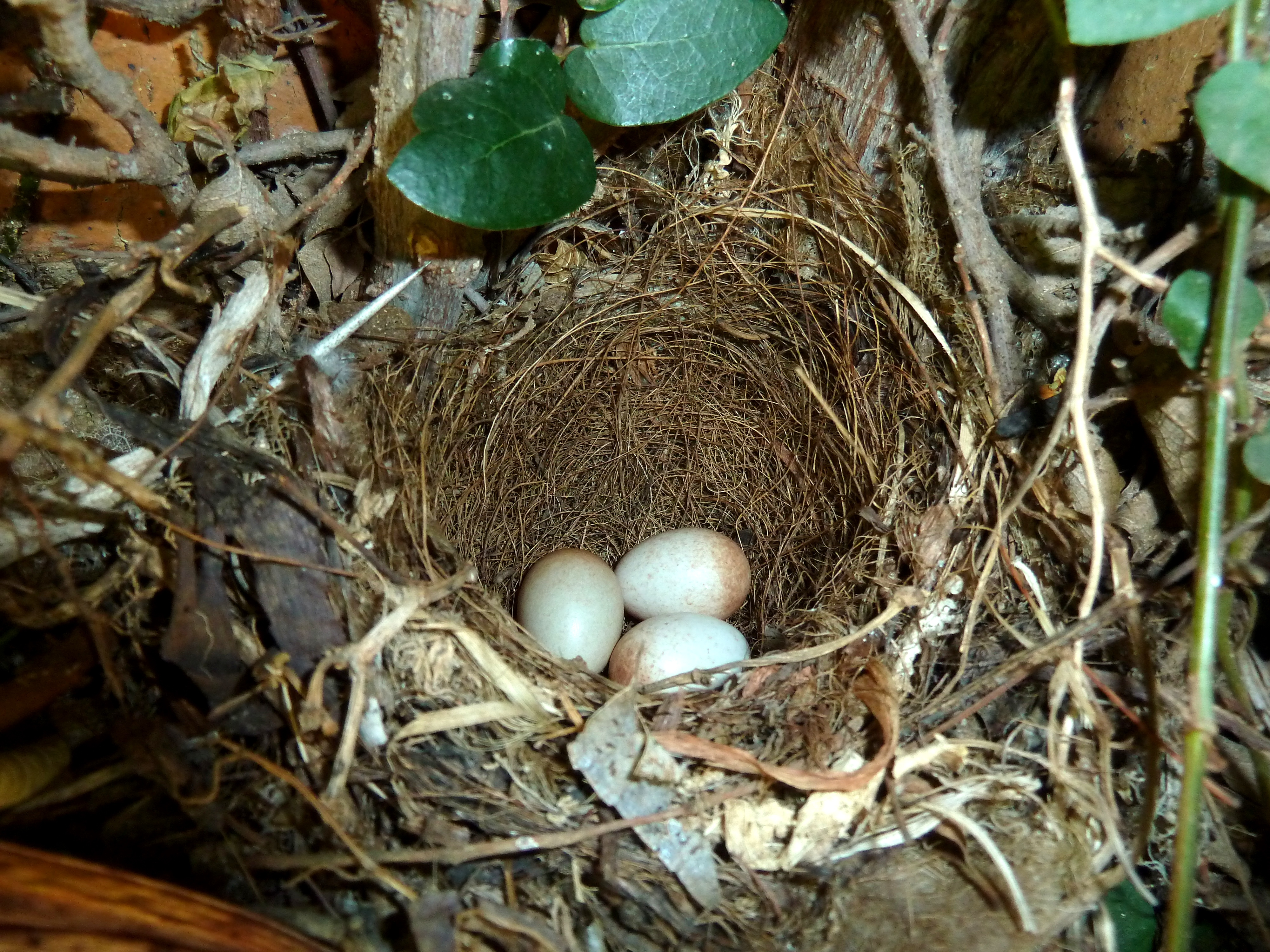
Nest in vijgenboom.
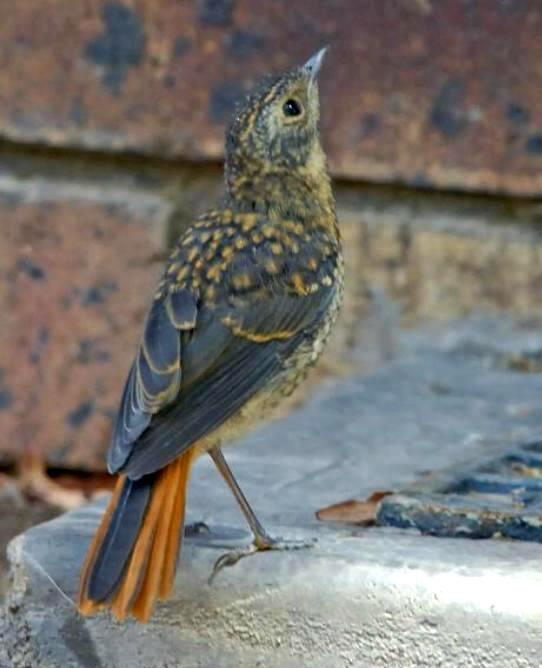
Onvolwassen vogel.

## Status
De grootte van de populatie is niet gekwantificeerd. Er is geen aanleiding te veronderstellen dat de soort in aantal achteruit gaat. Om deze reden staat de Kaapse lawaaimaker als niet bedreigd op de Rode Lijst van de IUCN.